# EF86

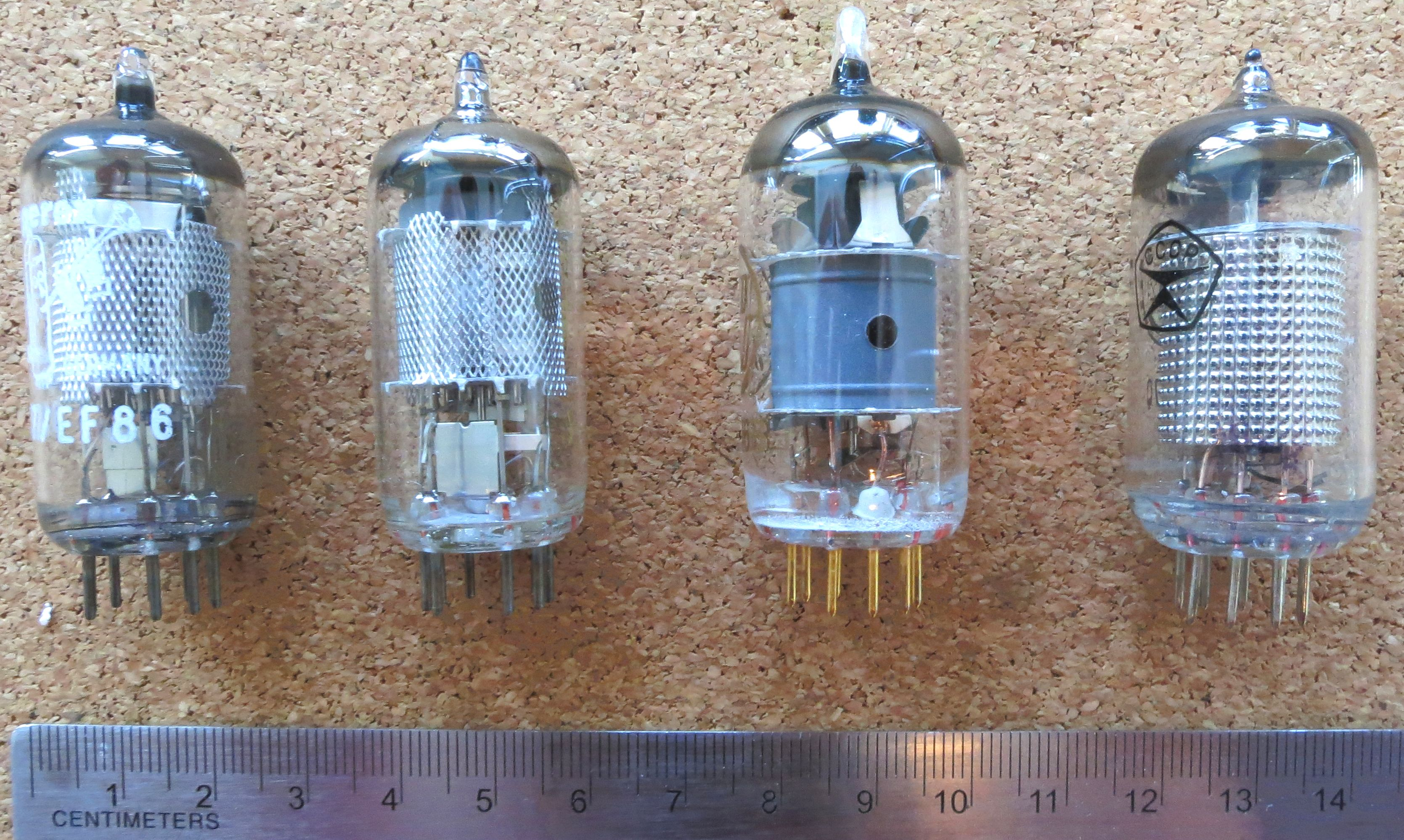
Pentodo EF86, marca Phillips.

EF86 es un pentodo de bajo ruido destinado a amplificación de audio de muy bajo nivel en equipos amplificadores para reproducción.

## Clasificación por cantidad de electrodos
Es un pentodo miniatura en base tipo B9A (noval).

## Clasificación por tensión de filamento y función
La letra E indica que la tensión de filamento es de 6,3 V. Hay una versión para 12,6 V, la válvula UF86. Es un amplificador de señales de muy bajo nivel en la gama de audio, en amplificadores por lo general acoplados por resistencia-condensador

## Características principales
Construida en un tubo de vidrio de 20 mm de diámetro y 48 mm de alto, con 9 patas de alambre rígido, a veces bañadas en oro o con algún tipo de recubrimiento galvánico. Tensión máxima de placa, en uso continuo: 300 V. Tensión máxima de grilla 2 o pantalla: 200V. Potencia máxima de placa o ánodo: 1,0 W. Potencia máxima de grilla 2 o pantalla: 0,2 W. Corriente máxima de cátodo: 6,0 mA. Ruido máximo de baja frecuencia proveniente del filamento: 5 uV. Ruido promedio de baja frecuencia para el filamento conectado con una pata a masa: 3,0 uV. Ruido de baja frecuencia para filamento alimentado con corriente alterna y bobinado con terminal central: 1,5 uV. Tensión positiva máxima entre cátodo y filamento: 150 V. Tensión negativa máxima entre cátodo y filamento: - 100 V. 

### Características promedio para pentodo de audio acoplado con resistencia-capacidad
- Tensión de placa: 250 V.
- tensión de grilla supresora: o V.
- Tensión de pantalla: 140 V.
- Corriente de placa: 3,0 mA.
- Corriente de pantalla: 0,6 mA.
- Tensión de grilla de control. -2,0 V.
- Transconductancia: 1,8 mA/V.
- Factor de amplificación entre grilla1 y grilla 2: 38
- Resistencia interna de placa: 2,5 Megaohms.

## Usos
Como primera amplificadora de audio de muy bajo nivel como, por ejemplo, fonocaptores de bobina móvil o micrófonos dinámicos. En toda aplicación en donde el bajísimo nivel de microfonismo y ruido de baja frecuencia por la alimentación del filamento sean convenientes. Se recomienda colocarla en un zócalo anti-vibraciones sobre soportes de goma.

## Equivalencias y reemplazos
Equivalente al tipo americano 6BK8. Reemplazable por las versiones mejoradas: 6267, CV2901, CV4086, EF806S, Z729. También por la versión 6F22. 

## Historia
Fue desarrollada por Mullard como un reemplazo del tipo anterior para usos de bajo ruido: EF37A. Su introducción ocurrió hacia fines de los años cincuenta. La fabricaron también Philips, Telefunken, Haltron, Valvo y GEC, entre otros. En la ex Unión Soviética una variante también fue producida como tipo 6Zh32P (en ruso: 6Ж32П).
Con fama muy bien ganada en equipos de reproducción o en aparatos profesionales de estudios de grabación, sin embargo obtuvo críticas de parte de algunos músicos en sus aplicaciones en amplificadores de instrumentos musicales (Ver: Vox AC30 ) Esto puede explicarse por el uso casi a máximo volumen que suelen utilizar los músicos, más el hecho de que el o los parlantes estaban dentro de la misma caja que el amplificador; los músicos de rock buscan la saturación por la abundancia de armónicos y la distorsión, que dan color al sonido. En contraste, en un equipo de reproducción los altavoces suelen estar separados y el nivel de audición es más bajo. (El volumen promedio de la música está en el 17% de la potencia máxima. Los entusiastas del sonido de alta calidad reservan potencia para los picos de potencia o fortísimos de la música)

## Versiones actuales
En Rusia la produce Electro-Harmonix y JJ Electronics (Antes Tesla) en la República Eslovaca.